# Pot pie

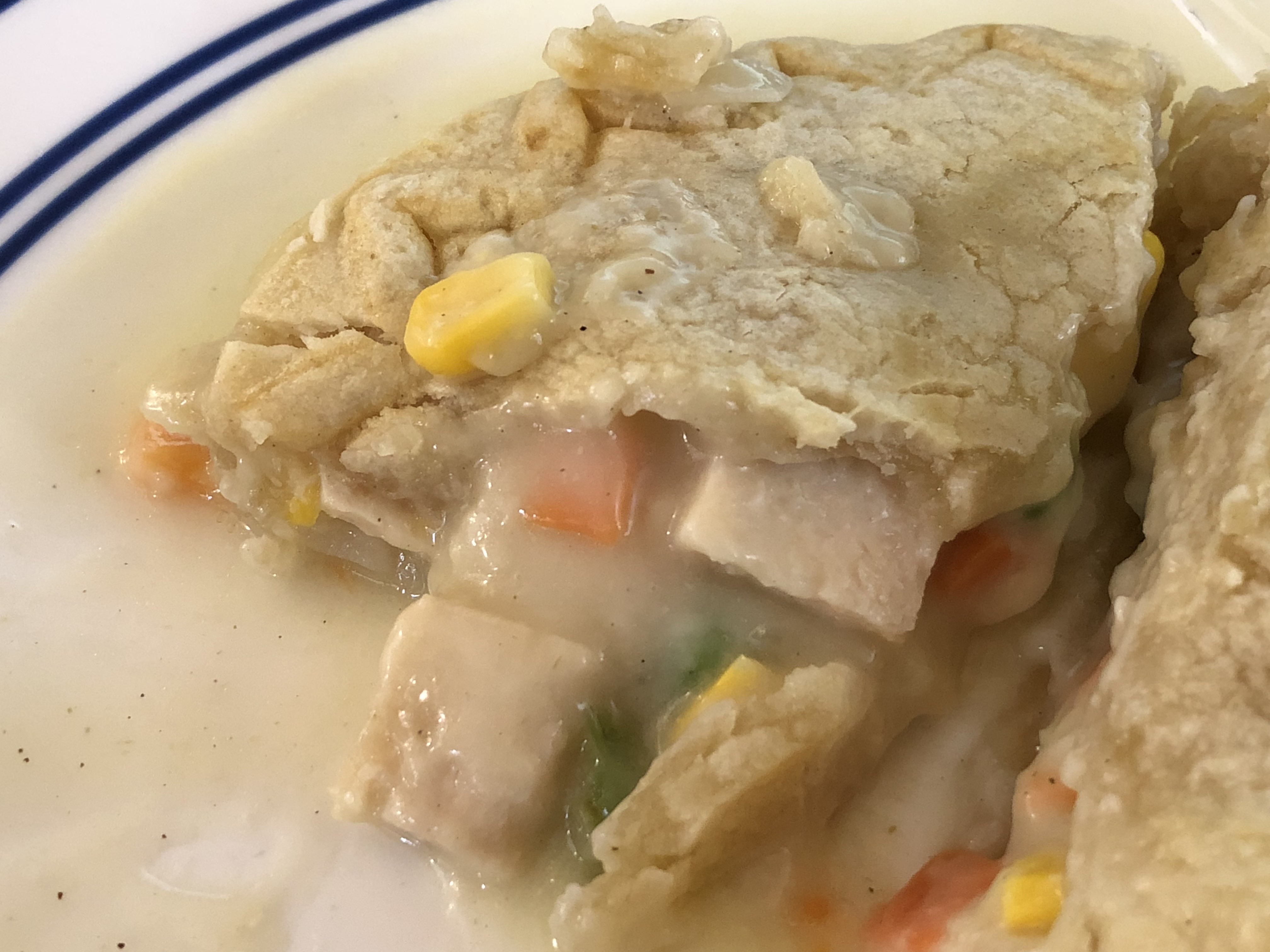
Pot pies de pollo con curry completamente «sellados».

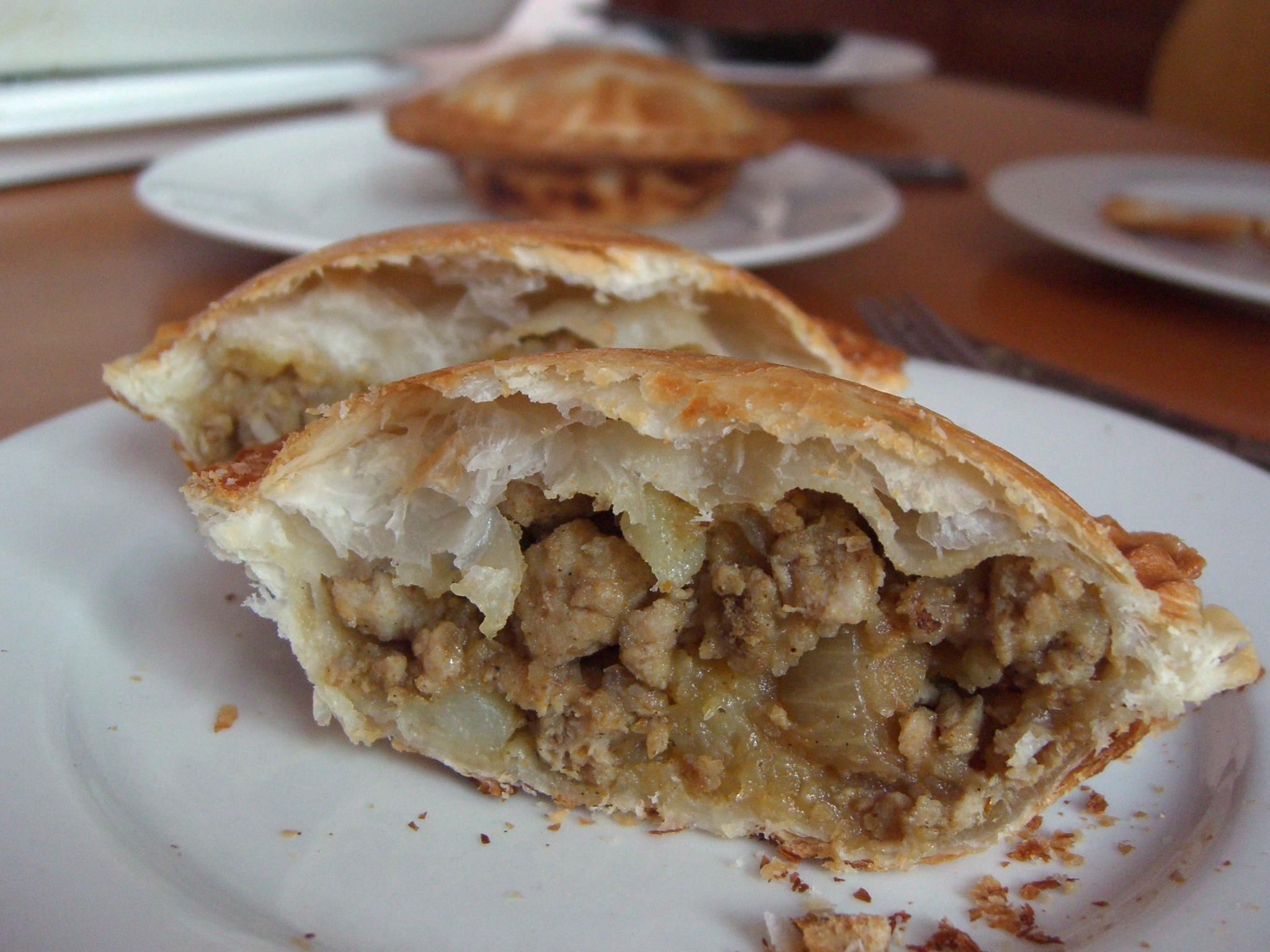
Interior del curry chicken pot pie

Pot pie (a veces también junto como potpie) es una empanada típica de la cocina de Estados Unidos. Es un plato originario de las gastronomías de los inmigrantes europeos, entre las que se encuentran la española, la italiana y la alemana. Esta empanada suele estar rellena de carne (generalmente pollo) y otros ingredientes, como pueden ser papa, verduras, etc. El nombre proviene etimológicamente de pot (‘olla de hierro’) que es el lugar en el que tradicionalmente se elaboraba.

## Características
Los pot pies son platos artesanales. Suelen ser servidos como un simple plato o acompañados de una ensalada. Suelen elaborarse de tal forma que las paredes exteriores de masa de pan estén completamente crujientes. Los rellenos pueden ir desde queso ricotta, queso de cabra, carne de pollo, carne de pavo, siempre acompañados con verduras o legumbres (como ejotes, lentejas, etc.). En algunos casos, suele emplearse como relleno incluso un biscuit desmenuzado. Este tipo de empanada se suele servir en los brunch o en los almuerzos como primer plato. Este plato, en holandés de Pensilvana, se suele denominar bot boi (o bott boi).